# Efekt Cantillona
Efekt Cantillona – jest to efekt dystrybucyjny wynikający z nierównomiernych zmian w podaży pieniądza, a więc tego, że np. nowe pieniądze trafiają do gospodarki różnymi kanałami. Wzrost ilości pieniądza w gospodarce nie tylko powoduje wzrost ogólnego poziomu cen, ale zmienia strukturę cen, w zależności od tego, kim będą początkowi odbiorcy nowych zasobów gotówkowych oraz jakie będą ich relatywne wielkości popytu na różne dobra. Efekt Cantillona związany jest z postulatem nie neutralności pieniądza. Zatem efekt Cantillona ma swój wymiar ilościowy, jak i czasowy.
Richard Cantillon opisał ten efekt (nazwany efektem Catillona przez Marka Blauga w 1962 r.) w swoim Essai sur la Nature du Commerce in Général, napisanym najprawdopodobniej w 1730 r. Polskie tłumaczenie tej książki pod tytułem Ogólne rozważania nad naturalnymi prawami handlu ukazało się w 1938 r. Opisuje to tak:

Jeżeli w jakimś państwie zostaną odnalezione złoża złota i srebra i da się z nich dobywać znaczne ilości tych kruszców, właściciel kopalni, przedsiębiorcy i wszyscy pracujący w kopalni, zwiększą na pewno swoje wydatki, stosownie do bogactw i zysków, które osiągną; będą też pożyczali na procent sumy pieniędzy, które pozostaną im ponad to, co potrzebują wydać. Wszystkie te pieniądze, tak pożyczone, jak wydatkowane, wejdą do obiegu i niechybnie podniosą ceny produktów i towarów we wszystkich kanałach obiegu, do których wejdą. Zwiększenie ilości pieniędzy wywoła zwiększenie wydatków, a to zwiększenie wydatków wywoła zwiększenie cen targowych w latach najkorzystniejszych warunków wymiany, a stopniowo też i w latach gorszych.

Współczesna polityka pieniężna polega na kreowaniu pieniądza w systemie kredytowym, jego tworzenie wpływa bezpośrednio na poziom stopy procentowej w bankach. Efekt Cantillona manifestuje się obniżką nominalnych stóp na rynku kredytowym ze względu na dodatkową płynność. Gdy nowe pieniądze wpływają bezpośrednio do budżetu, efektem Cantillona jest redystrybucja na rzecz państwowego, mało produktywnego sektora – mowa wtedy o konsumpcji prywatnego kapitału. Najczęstszą praktyką we współczesnej polityce pieniężnej jest jednak pożyczanie nowych pieniędzy w sektorze bankowym – efektem Cantillona jest wtedy tańszy kredyt, niż byłby, gdyby gospodarka została poddana rygorowi rynkowemu. Następstwem tego procesu jest najpierw redystrybucja dochodów w stronę sektora finansowego i państwowego. Następnie dodatkowo wykreowany pieniądz przenosi się na rynek innych dóbr, gdzie zakłóca rynkową strukturę cen.